# Bulbophyllum puguahaanense
Bulbophyllum puguahaanense är en orkidéart som beskrevs av Oakes Ames. Bulbophyllum puguahaanense ingår i släktet Bulbophyllum och familjen orkidéer. Inga underarter finns listade i Catalogue of Life.